# Salón Internacional del Automóvil México
El Salón Internacional del Automóvil México, abreviado como SIAM, es un salón del automóvil, anteriormente con carácter anual, celebrándose en el Centro Banamex ubicado a un lado del Hipódromo de las Américas en la Ciudad de México. Anteriormente se celebraba en el mes de diciembre de cada año. Este evento iba a ser el más corto de vida oficial en los autoshow del mundo, con tres ediciones desde 2004 a 2006, suspendiéndose en 2007, por desacuerdos entre la mayoría de los fabricantes de automóviles y el organizador. Sin embargo, con un nuevo organizador se volvió a celebrar en 2008. El SIAM se llevó a cabo entre el 27 de septiembre y el 5 de octubre. Desde entonces, no se ha vuelto a llevar a cabo. 

## Autoexpo Mundial
La primera edición de este evento se celebró de manera no oficial en diciembre de 1994 en el Palacio de los Deportes llamándose International Auto Show, su organización fue un tanto pobre presentándose 10 fabricantes de automóviles y muchos autos concepto como el concepto Ford Mustang Mach III, el Bugatti EB110 y el Batimóvil. Con todo ello, el evento fue tan exitoso que se volvió a organizar el siguiente año.
En 1996 el evento cambió su nombre por el de Autoexpo Mundial y se mudó al Centro de Exposiciones del World Trade Center México. La edición de 1998 marca la entrada de Ferrari, impresionando a los asistentes, hecho que propició la entrada de nuevos fabricantes a este evento.
Nuevamente en 2002 el evento traslada su sede hacía su sede actual, el Centro Banamex.

## Extravaganzza Automotriz
En 2003, el comité organizador decidió hacer una especie de exposición de automóviles exóticos y lo llamó "Extravaganzza Automotriz", en parte al boicot que hicieron algunas de las armadoras decidiendo no asistir por los altos costos. En esta edición, el evento exhibió variedad de automóviles exóticos como el Noble M12, el TVR Cerbera, el Bugatti EB110 o el Chrysler ME Cuatro-Doce, sin embargo los organizadores no obtuvieron el éxito esperado.En esta exposición también se incluyó una zona tuning donde igualmente se exhibieron automóviles famosos en distintas películas como The Fast and the Furious.

## Salón de México
El fracaso de la última Autoexpo Mundial dio la oportunidad de plantear a México como un país con una cada vez mayor cultura del automóvil. Dando lugar al surgimiento del SIAM. La empresa Auto Moto Cycle tomó bajo sus riendas la organización del SIAM junto a la Asociación Mexicana de la Industria Automotriz. AMC es organizador de algunos de los salones más importantes del mundo como el Mondial de l'Automobile en París, entre otros.
Casi todos los fabricantes de automóviles en México comenzaron a asistir al evento, incluso los que aún no se establecían en México, como el caso de Mazda, que lo utilizó como plataforma de lanzamiento en el país. 
El evento fue muy exitoso comenzando varios de los fabricantes establecidos en México para presentar sus vehículos, ya sea a nivel nacional e incluso continental. El SIAM fue clasificado como uno de los principales Salones Automotrices a nivel internacional. Sin embargo, la edición de 2005 se registró una menor cantidad de marcas, con excepción de Renault (que por su política de presentarse en este tipo de eventos cada dos años asentó que volvería en 2006) debido a una mala organización del evento. 
En 2006 todavía se presentaron como protesta menos marcas en el SIAM, entre las marcas ausentes ese año estuvieron Renault, Peugeot, el Grupo Volkswagen con todas sus marcas como (Audi, Volkswagen, Bentley y SEAT) y Porsche (que es distribuida en el país por Volkswagen), entre otros. Después del llamado fraude de 2006, el salón fue cancelado para el 2007.

## Edición 2008
Para 2008, el SIAM vuelve a la vida con un nuevo organizador (Messe Frankfurt), convirtiéndose probablemente ahora en un evento con carácter bianual, sin embargo a mediados de septiembre de 2008, unos días antes de llevarse a cabo el evento, nuevamente cambió de organizador, siendo desde ahora la empresa Remex, quien lo realice.
A pesar de todo ello y que faltaron al menos 15 de las marcas automotrices establecidas en México, el evento fue calificado de satisfactorio al llevarse a cabo varias presentaciones de nuevos modelos a nivel nacional y continental (ver Autos en México).

### Marcas participantes

#### Grupo Chrysler

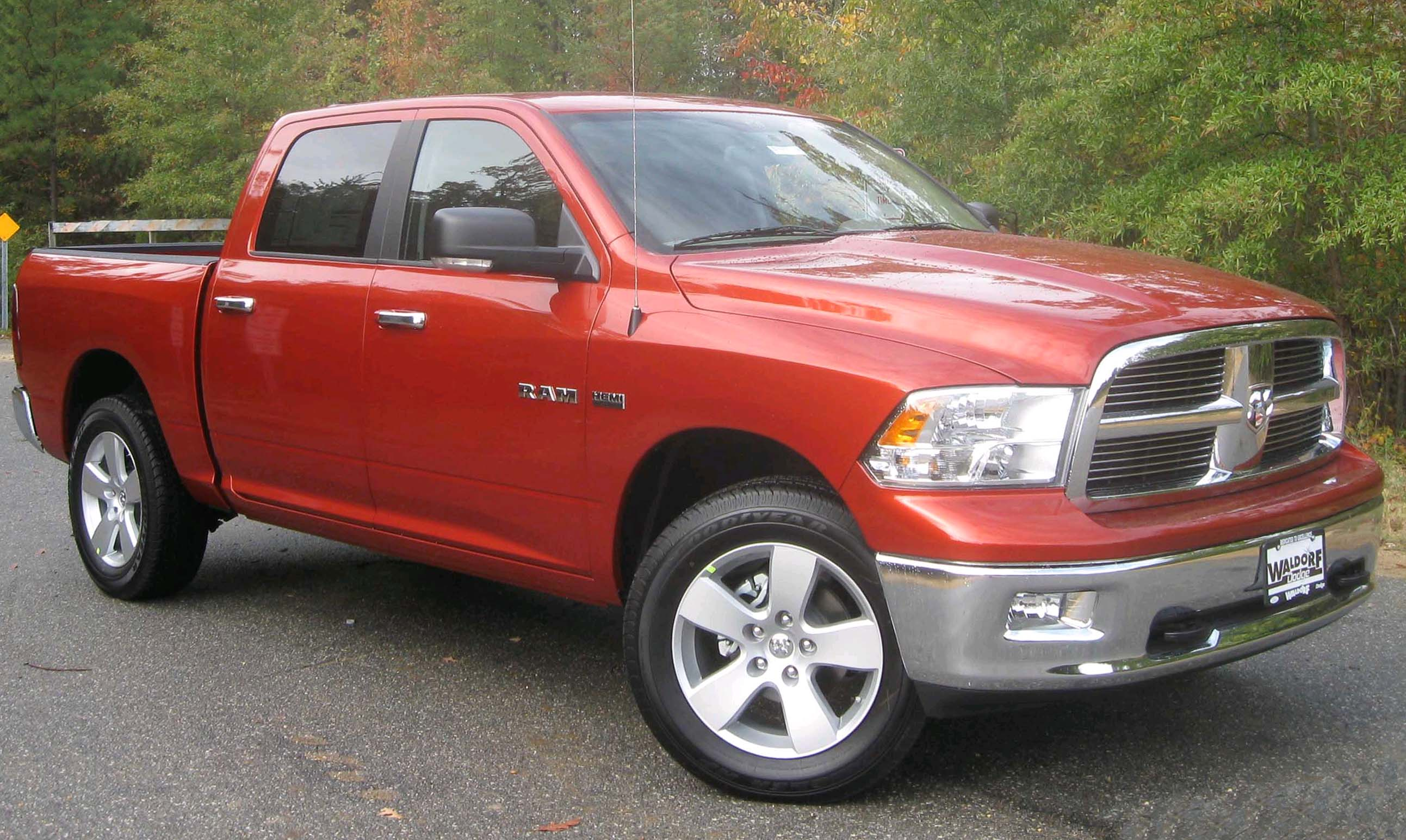
Dodge Ram Pick Up SLT Quad Cab 2009.

- Chrysler Auto Concepto: Chrysler EcoVoyager.
- Dodge Presentaciones: Dodge Ram, Dodge Journey, Dodge Challenger Auto Concepto: Dodge Demon Concept.
- Jeep Auto Concepto: Jeep Trailhawk.
- Mitsubishi Motors Presentaciones: Mitsubishi Lancer EVO X, Mitsubishi Montero Sport, Auto Concepto: Mitsubishi Concept-cX.

#### Daimler AG
- Mercedes-Benz Presentaciones: Mercedes-Benz Clase GLK, Mercedes-Benz SLR McLaren Roadster
- Smart Presentaciones: Smart ForTwo Micro Hybrid Drive

#### Ford Motor Company
- Ford Presentaciones: Ford Lobo, Ford Flex (Sólo exhibición), Ford S-Max (Sólo exhibición), Autos Concepto: Ford Verve, Ford Interceptor.
- Lincoln Auto Concepto: Lincoln MKT.
- Mercury
- Mazda Presentaciones: Mazda 6.

#### General Motors
- Chevrolet Presentaciones: Chevy 2009, Chevrolet Traverse. Autos Concepto: Chevrolet Trax, Chevrolet Groove y Chevrolet Ultra.
- Pontiac Presentaciones: Pontiac G3 Hatckback
- GMC Auto Concepto: GMC Terradyne.
- Cadillac
- Hummer Presentaciones: Hummer H3 T.
- Saab Auto Concepto: Saab Aero-X.

#### Nissan

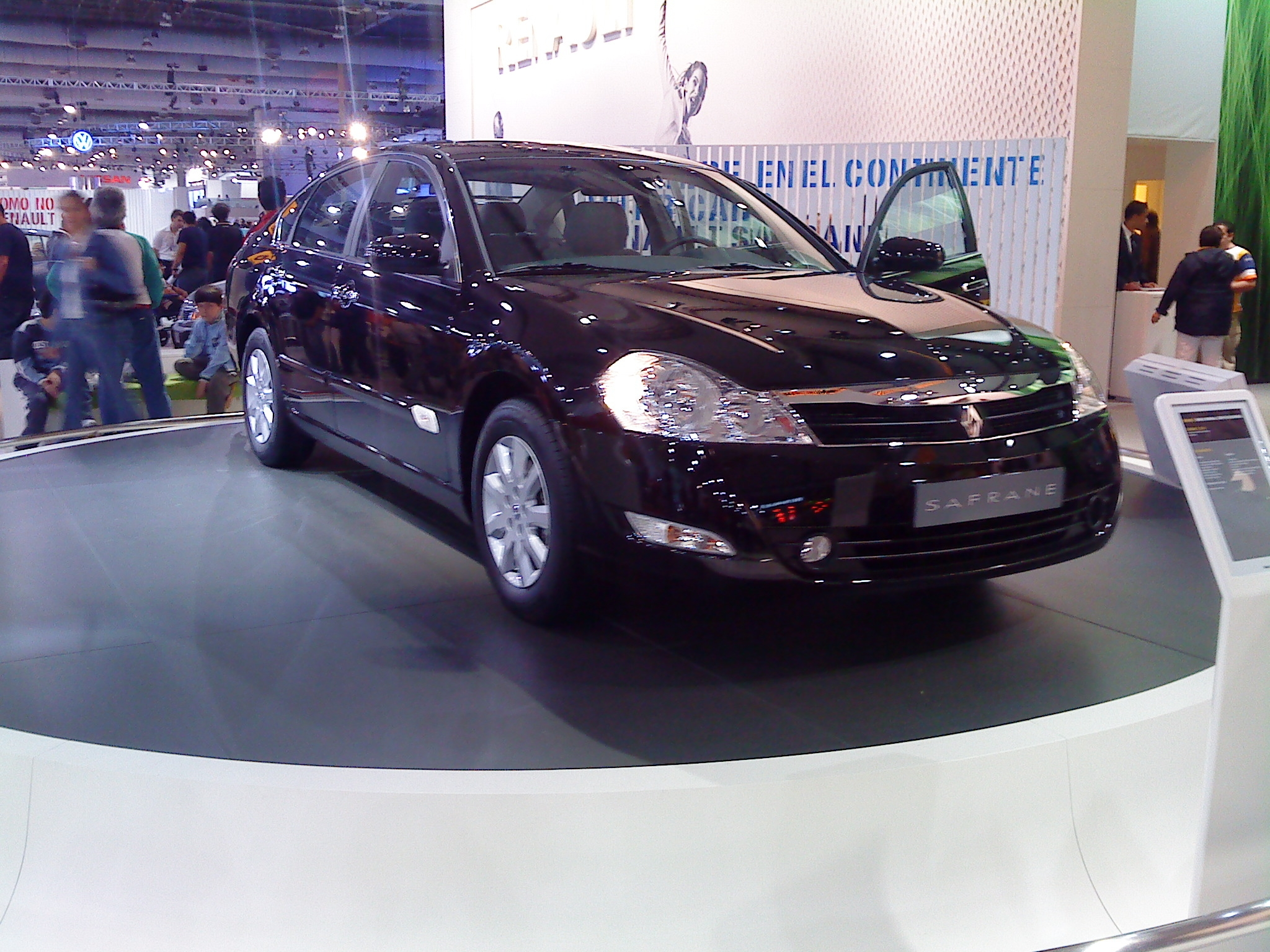
Renault Safrane 2009.

Presentaciones: Nissan Maxima, Nissan Frontier, Nissan GT-R (Sólo Exhibición). Auto Concepto: Nissan Foria.

#### Peugeot
Presentaciones: Peugeot 207 Compact & 207 Sedán, Peugeot 308. Automóvil de Carreras: Peugeot 908 HDi FAP.

#### Renault
Presentaciones: Renault Koleos (a nivel continental), Renault Safrane (a nivel continental), Renault Sandero. Automóvil de Carreras: Renault R28 (Fórmula 1).

#### Grupo Volkswagen

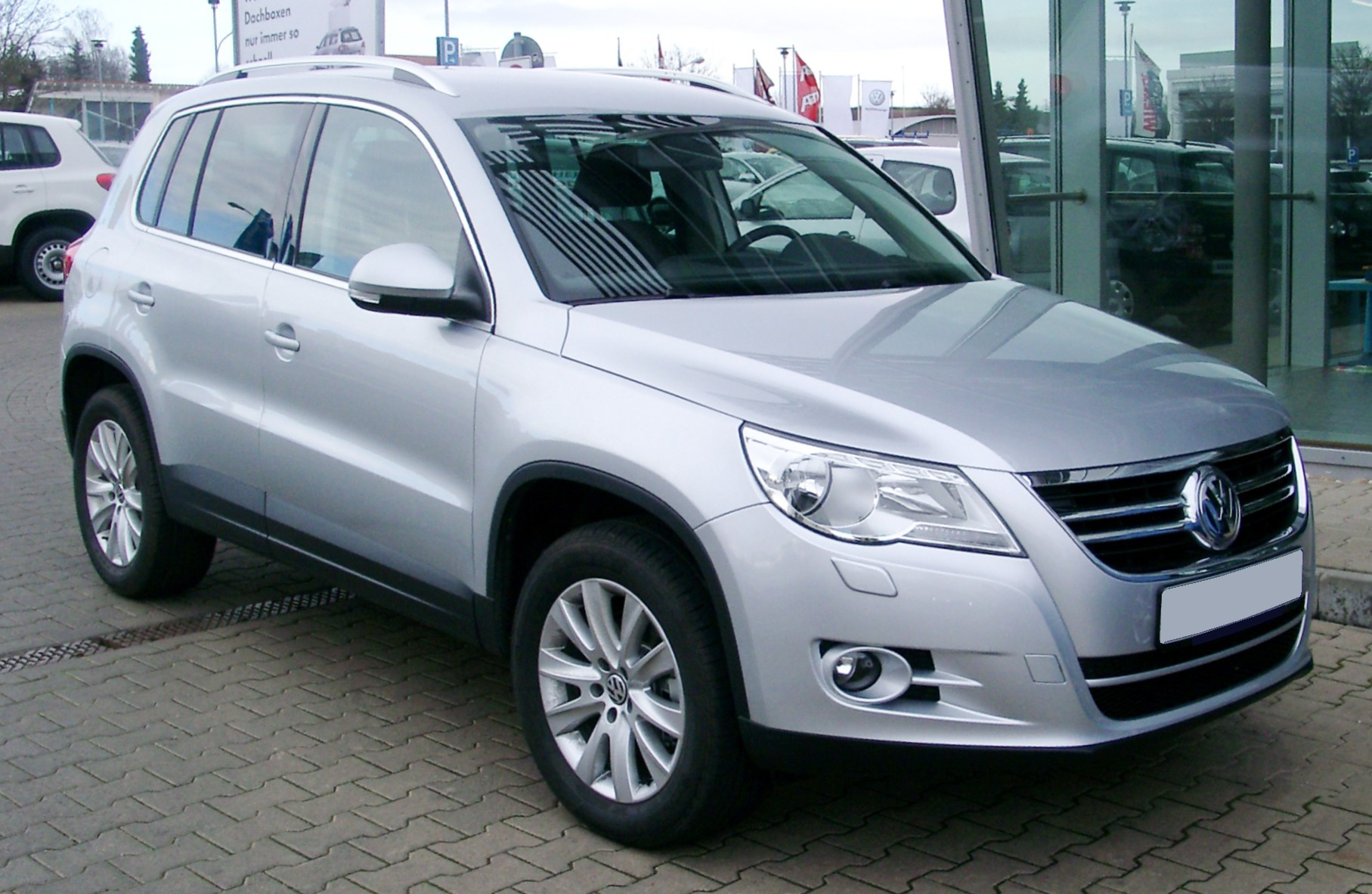
Volkswagen Tiguan 2.0 TSI 2009.

- Volkswagen Presentaciones: Volkswagen Passat CC, Volkswagen Routan, Volkswagen Tiguan, Volkswagen Bora Protect (Blindaje Nivel III) (primer auto blindado Volkswagen hecho en México). Automóviles de Carreras: Volkswagen Bora/Jetta TDI Cup, Volkswagen Race Touareg.
- Audi Presentaciones: Audi A3 Cabriolet, Audi S3 Sportback, Audi RS6, Audi TTS, Audi Q5 (a nivel continental) .
- SEAT Presentaciones: SEAT Nuevo Ibiza (a nivel continental), SEAT León Cupra Copa Edition, SEAT Altea Freetrack. Automóvil de Carreras: SEAT León Supercopa
- Bentley Presentación: Versión Speed del Bentley Continental GT.
- Porsche Presentación: Porsche 911.